# Torre d'Oglio
Torre d'Oglio è una località in provincia di Mantova, frazione di Marcaria.
È situata presso il fiume Oglio, in prossimità della sua confluenza con il Po.

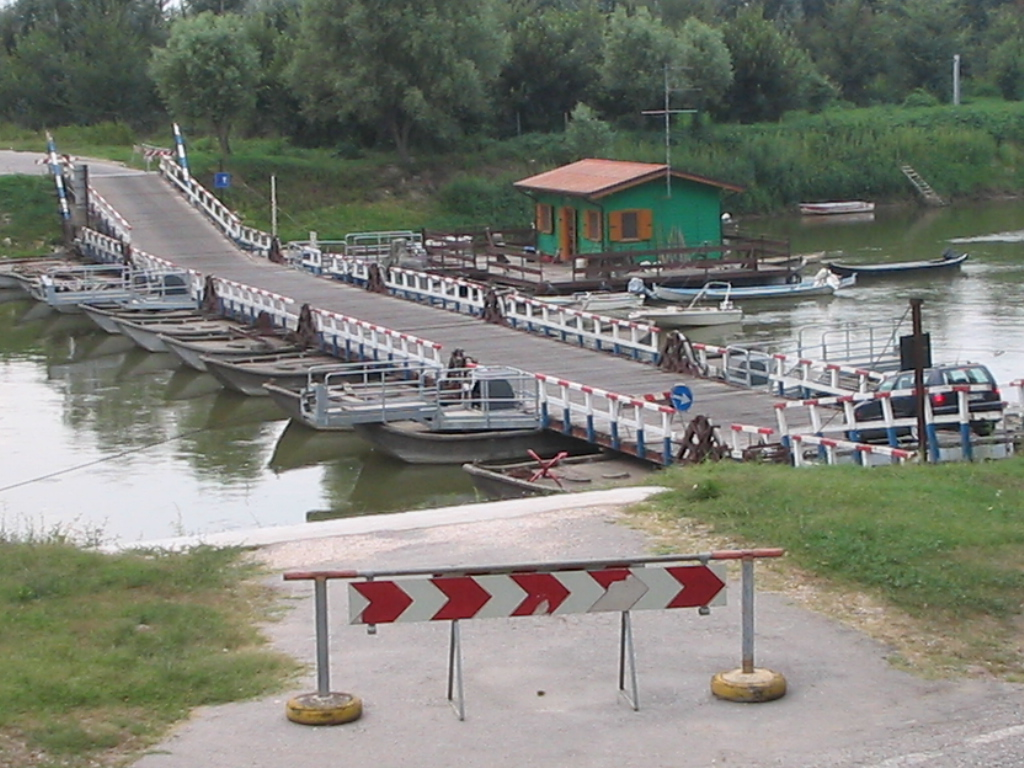
Fino al 2010

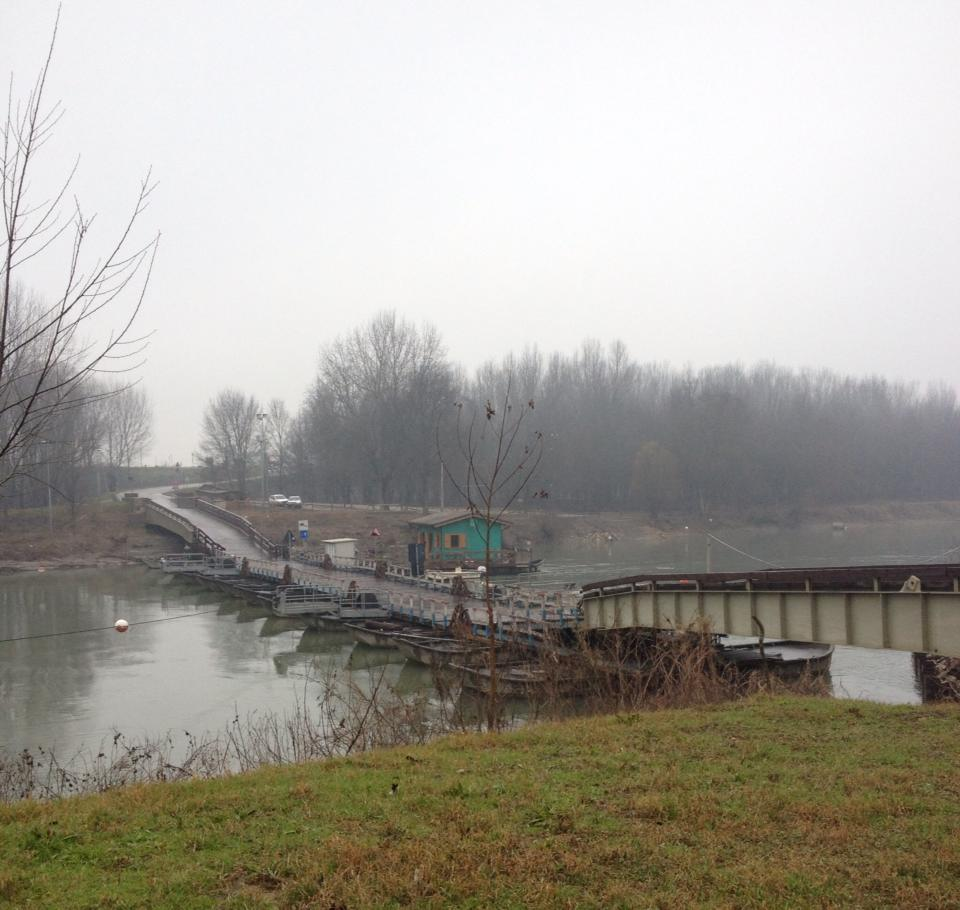
Ponte di barche - Torre d'Oglio - fotografato dalla sponda di San Matteo delle Chiaviche (Viadana) nel 2015

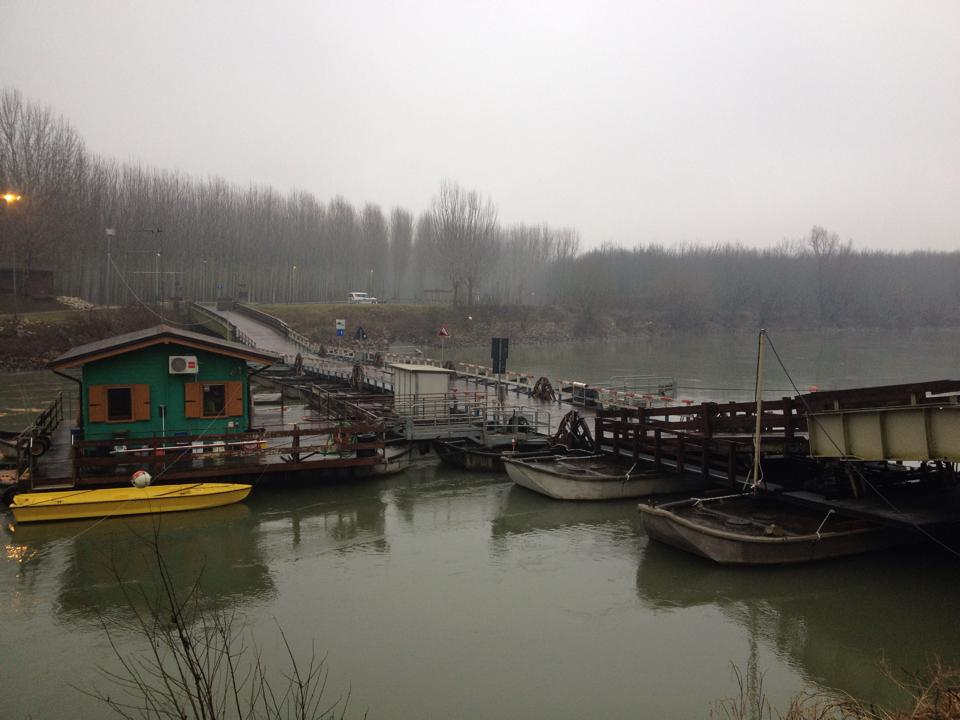
Ponte di barche - Torre d'Oglio - fotografato dalla sponda di Cesole (Marcaria) nel 2015

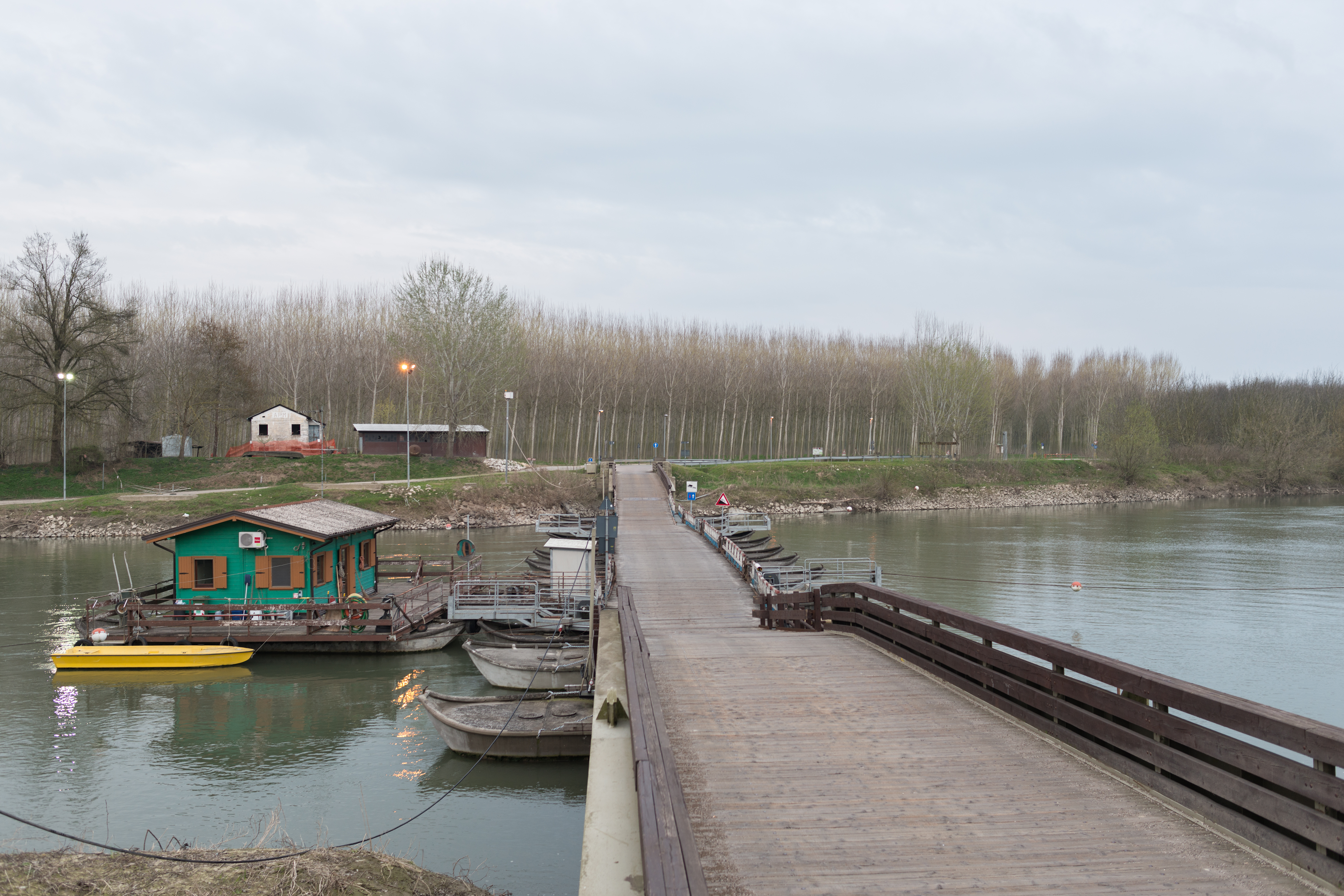
Il ponte di barche

Il nome trae origine da una torre che ospitava un convento non lontano da dove ora è ubicato il ponte, e che serviva per comunicare con un altro convento in terra suzzarese e per avvistare nemici in lontananza.

## Il ponte di barche
Attrattiva turistica della località è lo storico "ponte in chiatte", situato dentro il Parco dell'Oglio Sud. Molto di più di un'infrastruttura stradale, ben oltre l'innegabile trascorso storico, il ponte di barche di Torre d'Oglio rappresenta il simbolo dell'identità di un territorio tanto complesso, quanto affascinante.
 Costruito nel 1926, il ponte collega San Matteo delle Chiaviche (frazione del comune di Viadana) e Cesole (frazione di Marcaria), rispettivamente sponda sud e nord del fiume Oglio. Il ponte di barche è l'emblema di una zona ampia, enigmatica e intricata come quella tra Reggio Emilia, Mantova, Parma e Cremona. 
Il Ponte era in passato sorvegliato e curato da pontieri, attualmente ne curano la manutenzione addetti dell'ente provinciale.
Il ponte in chiatte di Torre d'Oglio è un bene culturale di tutti, l'anima tenebrosa, misteriosa ma affascinante di un territorio che ha sedotto numerosi artisti, tra cui il regista Bernardo Bertolucci, che qui ha girato il suo Novecento. Ha fatto da sfondo anche a scene di film, come Radiofreccia di Luciano Ligabue, I promessi sposi e Don Camillo con Terence Hill che lo attraversa con una moto enduro. Anche Cara sposa di Pasquale Festa Campanile ha sequenze sul e attorno al ponte.

## Storia recente
Nonostante le proteste di numerosi cittadini, nell'aprile 2010, il ponte in chiatte di Torre d'Oglio è stato rinnovato, all'interno di un progetto redatto dalla Regione Lombardia, nell'ambito delle opere di valorizzazione del Fiume Po, in collaborazione con la Provincia di Mantova. Al costo complessivo di quasi un milione e settecentomila euro, le modifiche apportate alla struttura sono state effettuate per la messa in sicurezza e per l'adeguamento alle norme di legge. Il sistema a tre approdi è quindi stato eliminato; sono state quindi applicate due rampe d'acciaio, che si collegano alla riva oscillando in verticale, abbassandosi o alzandosi a seconda della portata del Fiume Oglio.  Il nuovo sistema è però risultato inadatto alle forti magre del fiume, che si abbassa troppo. 
Durante la notte di Santo Stefano del 2013, due chiatte sono affondate: la prima barca dal lato di Cesole ha imbarcato acqua, a causa di infiltrazioni dovute all'innalzamento del livello del fiume. Precipitando sul fondo del fiume, ha trasportato con sé anche la sua chiatta “gemella”, che le era attaccata. La struttura è rimasta chiusa al traffico per diverse settimane.  
Tuttavia accade troppo spesso che, a causa di abbondanti precipitazioni e di normale siccità estiva, il ponte venga chiuso.
Già nel dicembre 2010 il ponte è rimasto chiuso per diversi giorni, solo poche settimane dopo l'inaugurazione della nuova struttura. Non a caso, Umberto Chiarini, insegnante e ambientalista, mantovano di nascita e cremonese d'adozione, profondo conoscitore e amante del territorio in cui ha vissuto, parlava di “etica della manutenzione” come base della sopravvivenza del sistema padano.